# Miles Bowman
Miles Bowman Jr. (Winston-Salem, Carolina del Norte, 18 de abril de 1993) es un baloncestista estadounidense. Con 1,98 metros de estatura, juega en la posición de alero.

## Trayectoria deportiva

### Universidad
Jugó una temporada con los Hornets de la Universidad Estatal de Delaware, en la que promedió 4,2 puntos y 3,3 rebotes por partido. Al año siguiente jugó en el pequeño Louisburg College en Louisburg (Carolina del Norte), regresando a la División I de la NCAA en 2014, a los Panthers de la Universidad de High Point, donde pasó un año en blanco debido a una lesión. Jugó posteriormente dos temporadas, en las que promedió 11,8 puntos y 6,9 rebotes por partido. En su último año fue incluido en el segundo mejor quinteto de la Big South Conference.

### Profesional
Tras no ser elegido en el Draft de la NBA de 2017, firmó su primer contrato profesional con el MBK Rieker Komárno de la Slovakian Extraliga, donde jugó una temporada en la que promedió 14,0 puntos y 9,7 rebotes por partido. Al año siguiente firmó con el equipo belga del Limburg United, pero una lesión durante la pretemporada en el ligamento anterior cruzado hizo que no llegara a debutar, perdiéndose la temporada entera.
En 2019 regresó al MBK Rieker Komárno, donde jugó 25 partidos, en los que promedió 20,5 puntos y 11,8 rebotes. El 27 de febrero fichó por el también equipo eslovaco del MBK Baník Handlová, donde jugó 3 partidos.
En noviembre de 2020, luego de un fugaz paso por el BBC Sparta Bertrange de Luxemburgo, fue contratado por el equipo rumano Miercurea Ciuc.
Bowman jugó en el inicio de la temporada 2022 con los Winston-Salem Wolves de la East Coast Basketball League de Estados Unidos, pero en febrero de ese año arribó a Uruguay, fichado por Trouville de la LUB. Culminada la temporada, se quedó en el país para disputar el El Metro con Tabaré, consiguiendo finalmente el ascenso con el club a la categoría superior.